# Barbara Lezzi
Barbara Lezzi, née le 24 avril 1972 à Lecce, est une femme politique italienne, membre du Mouvement 5 étoiles (M5S).

## Biographie
Sénatrice des Pouilles de 2013 à 2022, elle est désignée ministre pour le Sud le 31 mai 2018 dans le gouvernement de coalition de Giuseppe Conte,.